# Sono contento
Sono contento è una canzone scritta ed interpretata da Alex Britti, con la quale partecipa al Festival di Sanremo 2001, classificandosi alla settima posizione. Il brano è il terzo singolo dal secondo album del cantautore romano La vasca.

## Video musicale
Il videoclip di "Sono contento" è stato diretto dai Stefano Salvati e ruota interamente intorno ad una partitella di calcio fra una squadra di uomini (fra i quali c'è Britti) ed una squadra di donne (fra le quali si trova la fidanzata del cantante). Per tutta la partita i due si scambiano sorrisi ed affettuosità, che culminano in un bacio appassionato a fine partita. Tuttavia nel finale del video, viene rivelato che le immagini viste fino a quel momento, sono quelle di una videocassetta, guardata malinconicamente dallo stesso Britti, apparentemente rimasto single. La ragazza di Alex Britti viene interpretata da Malaguti Maria Pilar.

## Tracce
CD Single
1. Sono contento
2. Io con la ragazza mia, tu con la ragazza tua

## Classifiche
| Posizione | 5 | 2 | 4 | 8 | 11 | 11 | 16 |